# Општина Капална (Бихор)
Капална (рум. Cãpâlna) општина је у Румунији у округу Бихор.
Oпштина се налази на надморској висини од 157 m.